# Faridpur
Faridpur és una ciutat i municipi de Bangladesh, capital del districte de Faridpur a la divisió de Dacca, situada a la riba occidental del rierol Mara Padma. La municipalitat ocupa una superfície de 20.23 km² i la població el 1991 era de 99.634 habitants (el 1901 era d'11.649 habitants).
Agafa el seu nom del santó musulmà Farid Shah, una capella dedicada al qual existeix a la ciutat. La municipalitat fou constituïda el 1869.